# Tamandaré (mitologia)
Tamandaré, segundo a mitologia dos índios tupis que habitavam a costa brasileira no século XVI, era um pajé que fez uma fonte que inundou o mundo. Ele se abrigou no alto de uma palmeira com sua mulher. Após a água baixar, o casal teria dado origem aos índios tupinambás.

## Etimologia
A etimologia do topônimo é bastante controversa, havendo lexicógrafos que acreditam que o nome provém do tupi antigo tamandûaré, que significa "tamanduá diferente" (tamanduá, "tamanduá" + é, "diferente").

## Na Cultura Popular
- Em 2023 foi homenageado pela escola de samba carioca "Mocidade Independente", no samba "Pede Caju Que Dou... Pede Caju Que Dá", do carnaval de 2024. A faixa conta a importância do fruto do Caju na cultura brasileira, citando Tamandaré ao falar dessa importância na cosmovisão indígena.[2]